# Sinfonia! Sinfonia!!!
「Sinfonia! Sinfonia!!!」是竹達彩奈的出道單曲。於2012年4月11日由波麗佳音發售。

## 概要
自身為歌手的出道作品。本作的發售記念的活動『あに・めい・とう・はん』在2012年4月21日、5月5日、6日由安利美特全店舉辦。内容是談話、小型live。

## 收錄曲
1. Sinfonia! Sinfonia!!!
作詞・作曲：沖井礼二、編曲：New Old Stock（沖井礼二・小林俊太郎）
2. Strawberry☆Kiss
作詞：宇德敬子、作曲・編曲：小林俊太郎
3. Sinfonia! Sinfonia!!!（Instrumental）
4. Strawberry☆Kiss（Instrumental）

DVD（只限初回限定盤）
1. Sinfonia! Sinfonia!!! Music Clip

## 備註
1. ↑  . 竹達彩奈公式サイト. 2012-02-10  [2012-02-12]. （原始内容存档于2013-03-30）.

## 外部連結
- 特設網站（页面存档备份，存于）